# Aiyo, Not Bad (album)
Albums de Jay Chou
Opus 12
(2012) Bedtime Stories
(2016)
Aiyo, pas mal (哎呦, 不錯哦) est le treizième album studio du chanteur taïwanais Jay Chou, sorti le 26 décembre 2014 par JVR Music.
Cet album a été nommé trois fois aux Golden Melody Awards. Celui-ci remporte le prix du meilleur album digital vendu de l'année par QQ Music Awards.

## Liste des chansons
| 1.    | Yang-Ming Mountain (陽明山 - Yangmingshan)                        | 2:32 |
| 2.    | Stolen Love (竊愛 - Qie ai)                                       | 3:24 |
| 3.    | What Kind of Man? (算什麼男人 - Susan shenme nanren)              | 4:48 |
| 4.    | Passerby (天涯過客 - Tiānyá guòkè)                                | 4:13 |
| 5.    | What's Wrong (怎麼了 - Zenmele, avec Cindy Yen)                   | 3:53 |
| 6.    | Read Out in One Breath (一口氣全唸對 - Yī kǒuqì quán niàn duì)    | 2:38 |
| 7.    | I Want Summer (我要夏天 - Wo yao xiatian, avec Gary Yang)         | 3:39 |
| 8.    | Handwritten Past (手寫的從前 - Shouxie de congqian)               | 4:57 |
| 9.    | Large Shoes (鞋子特大號 - Xiezi teda hao)                         | 3:41 |
| 10.   | Listen to Dad (聽爸爸的話 - Ting baba dehua)                      | 4:23 |
| 11.   | Mermaid (美人魚 - Mei Ren yu)                                     | 3:39 |
| 12.   | Rhythm of the Rain (聽見下雨的聲音 - Tīngjiàn xià yǔ de shēngyīn) | 4:39 |
| 46:25 |                                                                   |      |